# Liściak (archeologia)

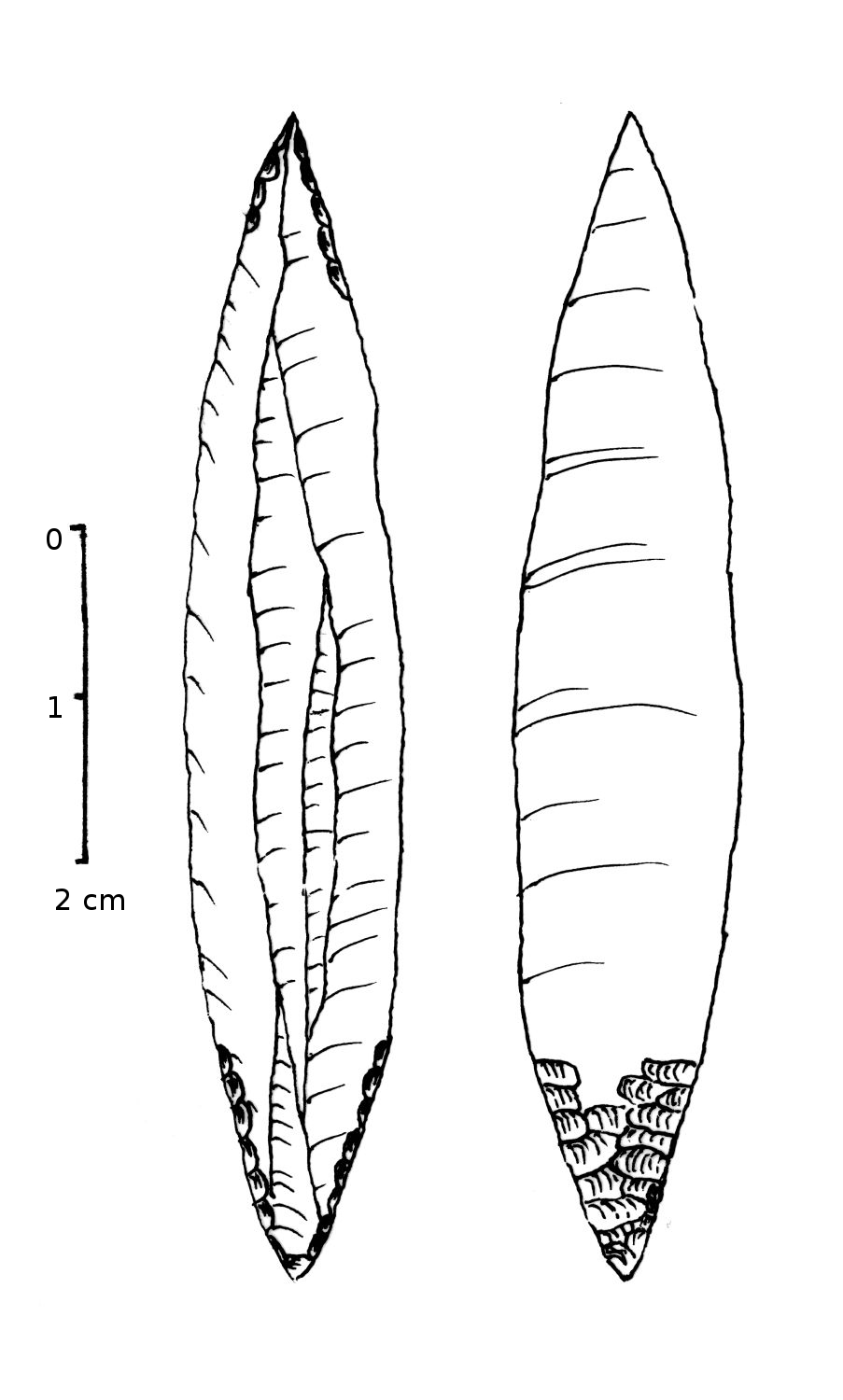
Liściak

Liściak – narzędzie krzemienne wykonywane na wiórach bądź rzadziej na odłupkach. Są charakterystyczne dla kultur górnego i schyłkowego paleolitu. Liściaki to specjalnie przygotowane drobne wiórki krzemienne służące jako groty strzał. Były one charakterystyczne dla tzw. kultur liściakowych lub inaczej z ostrzami trzoneczkowatymi. 
Liściakami dawniej zwano wszystkie ostrza trzoneczkowate, jednak obecnie przyjmuje się, że jest to ich specyficzna odmiana ze słabo wyodrębnionym trzonkiem.

## Typologia liściaków
Ginter i Kozłowski zaproponowali następujący podział liściaków:
- dwukątowe – smukłe, podłużne, o trzonkach niewyodrębniających się
  - typu Wojnowo
- gwoździowate – o trzonkach wyodrębniających się w charakterystyczny kolec (trzpień)
  - o trzonkach retuszowanych u dołu (charakterystyczne dla kultury świderskiej)
  - o trzonkach nieretuszowanych u dołu